# Solomon Asch
Solomon Eliot Asch, ameriški psiholog, * 14. september 1907, Varšava, Poljska, † 20. februar 1996, Haverford, Pensilvanija, ZDA.
Zaslovel je s svojimi eksperimenti o konformnosti.